# Ngatpang
Ngatpang ist ein administrativer „Staat“ (eine Verwaltungseinheit) der pazifischen Inselrepublik Palau. Das 35 km² große Gebiet liegt im Westen der Hauptinsel Babeldaob an der Ngeremeduu Bay. Es besteht aus den drei Dörfern (hamlets) Ibobang, Mechebechubel (Ngereklmadel) und Nekkeng und wird von 289 Menschen (Stand 2020) bewohnt. Die Hauptstadt von Ngatpang ist Ngatpang Village oder Nekkeng. Das in einigen Quellen als Hauptort angegebene Oikull liegt im Staat Airai.